# Traité de Rome (1924)
Pour les articles homonymes, voir Traité de Rome.

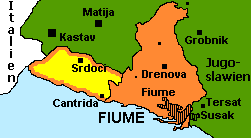
Le territoire de l'État libre de Fiume.

Le traité de Rome est un traité signé le 27 janvier 1924 entre l'Italie et le royaume des Serbes, Croates et Slovènes dans lequel celui-ci reconnaît l’« italianité » de Fiume qui est annexée le 16 mars 1924. Ce traité remet donc en cause le traité de Rapallo de 1920.